# Neolítico (China)
A definição de neolítico na China está passando por mudanças. A descoberta em 2012 de cerâmica, cerca de 20.000 anos a.C., indica que essa medida sozinha não pode mais ser usada para definir o período. No entanto, o período neolítico  aceita-se que começou na China por volta de 10.000 a.C.  durante o qual a sociedade patriarcal do clã foi formada e concluído com a introdução da metalurgia, cerca de 8.000 anos depois, caracterizou-se pelo desenvolvimento de comunidades assentadas que se baseavam principalmente na agricultura e animais domésticos, em vez de caçar e colher.
Na China, como em outras áreas do mundo, os assentamentos neolíticos cresceram ao longo dos principais sistemas fluviais. Aqueles que dominam a Geografia da China são o Amarelo (centro e norte da China) e o Yangzi (sul e leste da China). Ao longo do Yangtze, os arqueólogos descobriram milhares de itens de cerâmica, porcelana, ferramentas e machados de pedra polida, anéis de jade esculpidos, pulseiras e colares esculpidos que datam de pelo menos 6000 a.C.

## Culturas neolíticas

Distribuição de sítios Neolíticos na China

Na China, as culturas neolíticas surgiram por volta do oitavo milênio a.C. e foram caracterizadas principalmente pela produção de ferramentas de pedra, cerâmica, têxtil, casas, enterros e objetos de jade. Tais achados arqueológicos indicam a presença de assentamentos em grupo onde o cultivo de plantas e a domesticação de animais eram praticados.
A domesticação de árvores frutíferas data entre 4000 e 2500 a.C, começando após a domesticação de milho e arroz no norte e sul da China, respectivamente, mas dentro do período que antecedeu as sociedades urbanas que caracterizaram o período Longshan na bacia do rio Cultura Liangzhu no Baixo Yangtze. Esses resultados colocam a domesticação das principais árvores frutíferas entre o final da domesticação das principais culturas anuais e a ascensão do urbanismo.
Temas importantes da história chinesa neolítica incluem:  1) a transição da era paleolítica para a era neolítica;  2) Festas de carne de porco e milho, a ascensão e desenvolvimento da agricultura e pecuária na China pré-histórica; 3) mudança de casas, a ascensão e disseminação de assentamentos pré-históricos;  4) O alvorecer da civilização, o curso da civilização e a unificação de uma China pluralista.

### História da Pesquisa
Uma das revisões mais abrangentes da história do estudo das culturas neolíticas na China é Chen (1997), que discute as contribuições e insuficiências dos arqueólogos europeus na descoberta e interpretação das culturas neolíticas na China, incluindo o estudioso sueco Johan Gunnar Andersson e sua equipe - sua descoberta da cultura Yangshao na província de Henan em 1921 marcou o início da pesquisa neolítica na China. Chang (1986) analisa a transição da historiografia para a arqueologia moderna na China e abrange de maneira abrangente os achados e interpretações arqueológicas até a década de 1980. Rejeitando a ideia de que a agricultura foi introduzida do oeste da Ásia na China, Ho (1975) argumenta que a China é um dos centros de origem agrícola no mundo, com o milho foxtail e o milho-da-vassoura sendo domesticados no vale do Rio Amarelo; o argumento do autor foi comprovado por descobertas arqueológicas desde a década de 1970.
Com base na riqueza e diversidade das culturas neolíticas, Su e Yin (1981) argumentam que as culturas neolíticas na China poderiam ser classificadas em seis tipos regionais, um argumento ainda apoiado por alguns arqueólogos chineses no início do século XXI, embora outros o considerem um classificação tipológica das culturas neolíticas. Zhongguo Shehui Kexueyuan Kaogu Yanjiusuo (2010) resume a história da pesquisa sobre as culturas neolíticas na China de 1926 ao início do século 21, incluindo a participação de arqueólogos estrangeiros em pesquisas após a década de 1980. Também lista importantes descobertas antes e depois de 1949 e inclui grandes publicações Zhongguo Shehui Kexueyuan Kaogu Yanjiusuo e Shanxisheng Xi'an Banpo Bowuguan (1963) é um exemplo inicial de análise de assentamentos de culturas neolíticas na China. Li Feng (2013) explorou ainda mais o estudo das culturas neolíticas na China e os fundamentos da história e da civilização chinesas.

## Clã patriarcal
A comuna da família patriarcal apareceu na Era Neolítica (de 18.000 a 4.000 anos atrás) e mostrou a transição do casamento polígamo para a monogamia, onde as linhas de descendência eram traçadas pelo lado do pai da família e a propriedade era herdada pela linhagem masculina. À medida que a propriedade privada da propriedade emergia, a brecha entre ricos e pobres era muito maior na sociedade dos clãs patriarcais, o que levou à desintegração da sociedade primitiva e ao surgimento de comunidades.  As heranças culturais da sociedade matriarcal do clã estão espalhadas em diferentes partes da China, destacadas pela cultura Peiligang, Cishan, Yangshao e Longshan.

### Cultura Peiligangue 裴李岗文化
A cultura Peiligangue existiu de 7000 a 5000 a.C ao longo do trecho médio do rio Amarelo na atual província de Henan, no centro da China, e é a mais antiga cultura neolítica. A cultura praticava agricultura e criava gado; as pessoas caçavam animais e pescavam carpas. Eles tinham áreas residenciais e funerárias separadas. A cultura Peiligang foi a primeira cultura a ter feito cerâmica.

### Cultura Cishan 磁 山 文化
A cultura Cishan era um nome dado a uma comunidade neolítica encontrada em Cishan, na província de Hebei, no norte da China. A cultura Cishan existiu de 5400 a 5100 a.C. Como a cultura Peiligangue, a cultura Cishan praticava agricultura na forma de milheto. As pessoas usavam foices, pás e facas de pedra como principais ferramentas agrícolas e faziam cerâmica à mão.

### Cultura Yangshao 仰韶文化
A cultura Yangshao refere-se a uma comunidade neolítica encontrada ao longo do trecho médio do rio Amarelo, da província de Gansu à província de Hainan, que existia de 5000 a 3000 a.C. A cultura Yangshao foi descoberta pela primeira vez em 1921 na aldeia Yangshuo, na província de Henan, pelo arqueólogo sueco Johan Gunnar Andersson. Mais de 1.000 restos da cultura Yangshao foram encontrados sucessivamente, entre os quais a maioria estava na província de Shaanxi, no norte da China. O povo Yangshao cultivava arroz e milho, além de criar porcos, gado e cavalos.

### Cultura Longshan 龍山文化 / 龙山文化
A cultura Longshan existiu de 5000 a 4000 a.C e apresentava tecnologia avançada nas artes de fazer delicada cerâmica preta.

## Tradição artística chinesa

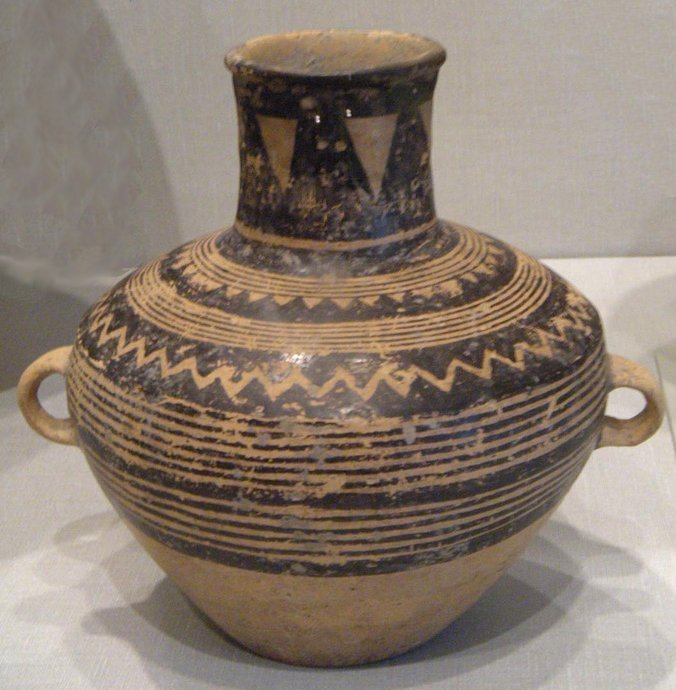
Jarro do período neolítico (ca. 6500-1500 a.C.)

Uma tradição artística distintamente chinesa pode ser rastreada até o meio do período neolítico, por volta de 4000 a.C. Dois grupos de artefatos fornecem a evidência sobrevivente mais antiga dessa tradição.
O primeiro grupo de artefatos é a cerâmica pintada encontrada em vários locais ao longo da bacia do rio Amarelo, estendendo-se da província de Gansu, no noroeste da China, até a província de Henan, no centro da China. A cultura que emergiu na planície central era conhecida como Yangshao. Uma cultura relacionada que surgiu no noroeste é classificada em três categorias, Banshan, Majiayao e Machang, cada uma categorizada pelos tipos de cerâmica produzidos.
A cerâmica pintada de Yangshao foi formada empilhando bobinas de argila na forma desejada e depois alisando as superfícies com espátulas e raspadores. Os recipientes de cerâmica encontrados nos túmulos, em oposição aos escavados nos restos das habitações, são frequentemente pintados com pigmentos vermelhos e pretos. Essa prática demonstra o uso precoce do pincel para composições lineares e a sugestão de movimento, estabelecendo uma origem antiga para esse interesse artístico fundamental na história chinesa.
O segundo grupo de artefatos neolíticos consiste em esculturas de cerâmica e jade da costa leste e as margens inferiores do rio Yangzi, no sul, representando o Hemudu (perto de Hangzhou), o Dawenkou e depois o Longshan (na província de Shandong) e Liangzhu (região de Hangzhou e Xangai).
De todos os aspectos das culturas neolíticas no leste da China, o uso do jade deu a contribuição mais duradoura à civilização chinesa. Instrumentos de pedra polida eram comuns a todos os assentamentos neolíticos. As pedras a serem transformadas em ferramentas e ornamentos foram escolhidas por seu arnês e força para suportar o impacto e pela aparência. Nefrite, ou jade verdadeiro, é uma pedra resistente e atraente.

## Lista de culturas neolíticas da China
| Datas (aC) | Nome em português                        | Nome em chinês     | Nome e localização atual                                  |
| ---------- | ---------------------------------------- | ------------------ | --------------------------------------------------------- |
| 18000–7000 | Cultura da caverna Xianren (Paleolítica) | 仙人洞、吊桶环遗址 | Condado de Wannian, Shang-ráo, Jiangxi                    |
| 8500–7700  | Cultura de Nanzhuangtou                  | 南莊頭遺址         | Região do rio Amarelo no sul de Hebei                     |
| 7500–6100  | Cultura de Pengtoushan                   | 彭頭山文化         | região central de Yangtze, no noroeste de Hunan           |
| 7000–5000  | Cultura de Peiligangue                   | 裴李崗文化         | Vale da bacia do rio Yi-Luo em Henan                      |
| 6500–5500  | Cultura de Houli                         | 後李文化           | Shandong                                                  |
| 6200–5400  | Cultura de Xinglongwa                    | 興隆洼文化         | Fronteira da Mongólia Interior-Liaoning                   |
| 6000–5000  | Cultura de Kuahuqiao                     | 跨湖桥文化         | Zhejiang                                                  |
| 6000–5500  | Cultura de Cishan                        | 磁山文化           | Hebei meridional                                          |
| 5800–5400  | Cultura de Dadiwan                       | 大地灣文化         | Gansu e Shaanxi ocidental                                 |
| 5500–4800  | Cultura de Xinle                         | 新樂文化           | rio Liao inferior na península de Liaodong                |
| 5400–4500  | Cultura de Zhaobaogou                    | 趙宝溝文化         | Vale do Rio Luan na Mongólia Interior e no norte de Hebei |
| 5300–4100  | Cultura de Beixin                        | 北辛文化           | Shandong                                                  |
| 5000–4500  | Cultura de Hemudu                        | 河姆渡文化         | Yuyao e Zhoushan, Zhejiang                                |
| 5000–3000  | Cultura de Daxi                          | 大溪文化           | Região das Três Gargantas                                 |
| 5000–3000  | Cultura de Majiabang                     | 馬家浜文化         | Área do lago Tai e norte da Baía de Hangzhou              |
| 5000–3000  | Cultura de Yangshaoo                     | 仰韶文化           | Henan, Shaanxi, and Shanxi                                |
| 4700–2900  | Cultura de Hongshan                      | 紅山文化           | Interior da Mongolia, Liaoning, e Hebei                   |
| 4100–2600  | Cultura de Dawenkou                      | 大汶口文化         | Shandong, Anhui, Henan, e Jiangsu                         |
| 3800–3300  | Cultura de Songze                        | 崧澤文化           | Área do lago Tai                                          |
| 3400–2250  | Cultura de Liangzhu                      | 良渚文化           | Delta do rio Yangtze                                      |
| 3100–2700  | Cultura de Majiayao                      | 馬家窯文化         | região superior do rio Amarelo em Gansu e Qinghai         |
| 3100–2700  | Cultura de Qujialing                     | 屈家嶺文化         | região Yangtze média em Hubei e Hunan                     |
| 3000–2000  | Cultura de Longshan                      | 龍山文化           | Rio Amarelo central e inferior                            |
| 2800–2000  | Cultura de Baodun                        | 寶墩文化           | Planície de Chengdu                                       |
| 2500–2000  | Cultura de Shijiahe                      | 石家河文化         | região Yangtze média em Hubei                             |
| 1900–1500  | Cultura de Yueshi                        | 岳石文化           | região mais baixa do rio Amarelo em Shandong              |